# Pelargoderus albopunctatus
Pelargoderus albopunctatus är en skalbaggsart som beskrevs av Stefan von Breuning 1980. Pelargoderus albopunctatus ingår i släktet Pelargoderus och familjen långhorningar.
Artens utbredningsområde är Filippinerna. Inga underarter finns listade i Catalogue of Life.